# Bezirk Czernowitz
Der Bezirk Czernowitz (auch Landbezirk Czernowitz; rumänisch: Cernăuţ; ruthenisch: Czerniwci) war ein Politischer Bezirk im Herzogtum Bukowina. Der Bezirk umfasste Gebiete um Czernowitz, der Hauptstadt der Bukowina und dem gleichzeitigen Sitz der Bezirkshauptmannschaft. Das Gebiet wurde nach dem Ersten Weltkrieg Rumänien zugeschlagen und ist heute Teil des ukrainischen Anteils der Bukowina (Oblast Tscherniwzi).

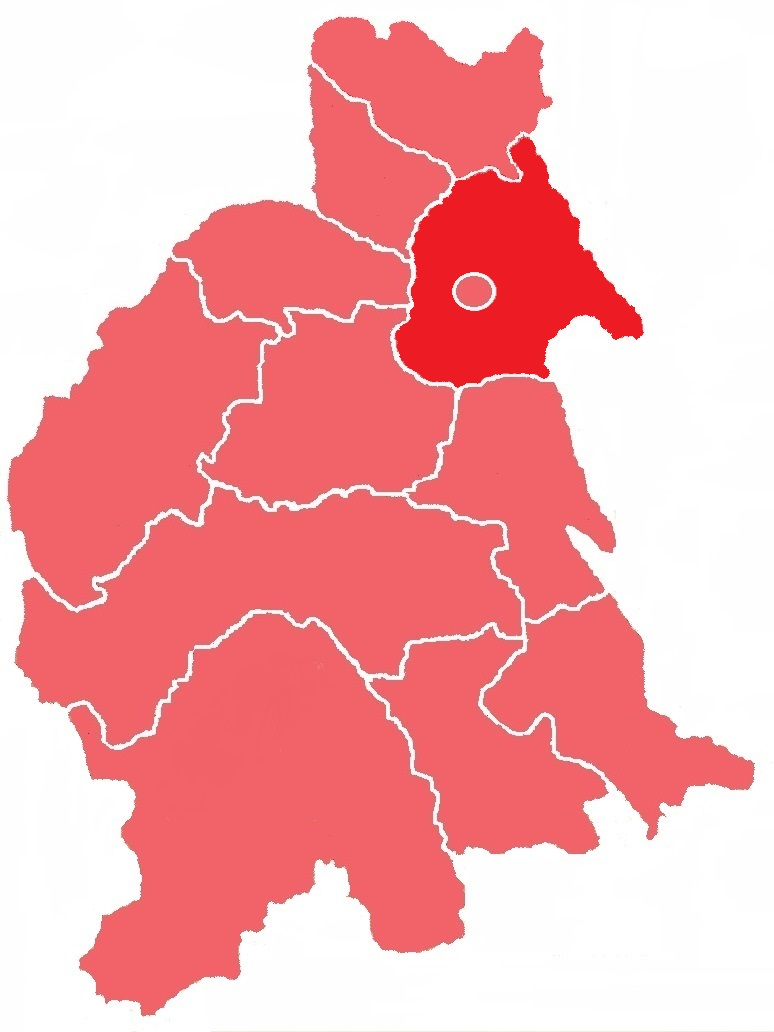
Lagekarte des Bezirks Czernowitz innerhalb des Herzogtums Bukowina (1910)

## Geschichte
Die modernen, politischen Bezirke der Habsburgermonarchie wurden um das Jahr 1868 im Zuge der Trennung der politischen von der judikativen Verwaltung geschaffen. Der Bezirk Czernowitz wurde 1868 aus den Gerichtsbezirken Czernowitz und Sadagora (Sadagura bzw. Sadhora) gebildet. Per 1. Februar 1904 wurde im Bezirk Czernowitz zudem der Gerichtsbezirk Bojan geschaffen, der aus sieben Gemeinden des Gerichtsbezirks Sadagora zusammengesetzt wurde.
Im Bezirk Czernowitz lebten im Jahr 1869 74.367 Personen, bis 1900 stieg die Einwohnerzahl auf 99.438 an. Von der Bevölkerung hatten 1900 58.378 Ruthenisch (58,7 %) als Umgangssprache angegeben, 23.184 Personen sprachen Rumänisch (23,3 %), 13.395 Deutsch (13,5 %) und 3.325 eine andere Sprache (3,3 %). Der Bezirk umfasste 1900 eine Fläche von 876,05 km² sowie zwei Gerichtsbezirke mit insgesamt 42 Gemeinden und 24 Gutsgebieten.
| Jahr | Ein- wohner | Deutsch- sprachige | Ruthenisch- sprachige | Rumänisch- sprachige | Anders- sprachige |
| ---- | ----------- | ------------------ | --------------------- | -------------------- | ----------------- |
| 1869 | 74.367      |                    |                       |                      |                   |
| 1880 | 80.997      | 10.564             | 51.839                | 16.101               | 2.184             |
| 1890 | 91.237      | 12.984             | 55.162                | 19.918               | 2.781             |
| 1900 | 99.438      | 13.395             | 58.378                | 23.184               | 3.325             |

## Ortschaften
Auf dem Gebiet des Bezirks bestanden 1910 Bezirksgerichte in Czernowitz und Bojan, diesen waren folgende Orte zugeordnet:
Gerichtsbezirk Bojan:
- Markt Bojan

Gerichtsbezirk Czernowitz:
- Altmamajestie
- Neumamajestie